# Порівняльно-типологічний підхід
Порівняльно-типологічний (зіставний) підхід – один із основних підходів у зіставній компаративістиці.

## Історія
Початком зародження зіставно-типологічної компаративістики можна вважати античність. Першою відомою працею, що містить вказаний підхід, є “Порівняльні життєписи” Плутарха.
Слідом ознаки порівняльно-типологічного підходу з’являються в «теорії словесності» Олександра Потебні, у працях Франца Міклошича та Олександра Веселковського. 
Активніше розвивати підхід розпочали лиш у кінці XIX ст.. Зокрема Поль ван Тігем спробував це у своїх працях "Littérature comparée et littérature générale" та "La littérature comparée". 
Із середини XX ст. у літературній компаративістиці стали чіткіше відмежовувати порівняльне і зіставне літературознавство. За  основу взяли сучасне мовознавство, що послідовно розділяє порівняльно-історичний і зіставний (контрастивний) методи. Суть полягає у тому, що перший метод встановлює відповідності, а другий – шукає відмінності та особливості предметів, що порівнюються.
Розпочинаючи з 1956 раз у три роки проходять літературознавчі конгреси компаративістів. 1958 року відбувався II з’їзд конгресу, де учасники згодилися на методологічне оформлення зіставного підходу американської школи. Тоді ж Франсуа Жост, Андре Мішель Руссо, Клод Пішуа, Ульріх Вайсштайн запропонували розширити порівняльні студії, збагативши цим порівняльну методологію, та приєднати до них явища, що не мають із попередніми генетичних або контактних зв’язків. 
Українські представники типологічного дослідження: Олексій Чичерін, Дмитро Наливайко, Іван Денисюк, Нонна Копистянська, Микола Бондар.